# PIAAC-Studie
PIAAC steht für Programme for the International Assessment of Adult Competencies. Ähnlich wie bei PISA (Programme for International Student Assessment) handelt es sich dabei um eine von der Organisation für wirtschaftliche Zusammenarbeit und Entwicklung (OECD) in Auftrag gegebene internationale Vergleichsstudie zur Erfassung von grundlegenden Kompetenzen. Untersucht wird eine Stichprobe der erwachsenen Wohnbevölkerung im Alter von 16 bis 65 Jahren.

## Ziele der Studie
Nach Veranstalterangaben werden mit PIAAC „grundlegende Kompetenzen untersucht, die notwendig sind, um den alltäglichen und beruflichen Anforderungen erfolgreich begegnen zu können.“ PIAAC liefere „Anhaltspunkte, inwiefern Schul- und Ausbildungssysteme der einzelnen Länder in der Lage sind, die erforderlichen Kompetenzen zur erfolgreichen Teilnahme an der Gesellschaft zu fördern. Diese Erkenntnisse bieten eine wissenschaftliche Grundlage für mögliche politische Interventionen und gesellschaftliche Veränderungen.“
Untersucht werden Lesekompetenzen, alltagsmathematische Kompetenzen sowie technologiebasierte Problemlösekompetenzen Erwachsener. Mit zusätzlich erhobenen soziodemografischen Merkmalen und Hintergrundinformationen können zudem Indikatoren identifiziert werden, die mit dem Erlangen von Kompetenzen im Zusammenhang stehen. Somit liefere PIAAC „sowohl auf nationaler Ebene als auch im internationalen Vergleich ein umfassendes Bild des Humankapitals der teilnehmenden Länder.“

## Inhalt der Studie
In PIAAC werden die folgenden Kompetenzen untersucht:
- Lesekompetenz (Literacy) sowie grundlegende Komponenten der Lesekompetenz (Reading Components): Damit wird das Verstehen, Nutzen und Interpretieren von geschriebenen Texten verstanden. Die Lesekompetenz ist die Voraussetzung, um eigene Ziele zu erreichen, das eigene Wissen und Potenzial weiterzuentwickeln und am gesellschaftlichen Leben teilzunehmen. Neben Aufgaben wie dem Lesen und Verstehen eines Medikamentenbeipackzettels oder eines kurzen Zeitungsartikels sind ebenso Aufgaben enthalten, die das Lesen in elektronischen Medien erfordern, wie z. B. einer Stellenanzeige in einem Onlineportal.[4]
- Alltagsmathematische Kompetenz (Numeracy): Es bezeichnet die Fähigkeit, alltägliche mathematische Informationen abzurufen, zu verwenden, zu interpretieren und den unterschiedlichen mathematischen Anforderungen im Alltag erfolgreich zu begegnen. Operationalisiert wird alltagsmathematische Kompetenz mit Aufgaben wie z. B. der Einschätzung eines Sonderangebots oder der Interpretation von numerischen Informationen in Grafiken und Tabellen.[5]
- Technologiebasiertes Problemlösen (Problem Solving in Technology-Rich Environments): Das technologiebasierte Problemlösen ist als Kompetenzdomäne erstmals in PIAAC operationalisiert. Sie bezeichnet die Verwendung digitaler Technologien, Kommunikationshilfen und Netzwerke zur erfolgreichen Informationssuche, -vermittlung und -interpretation. Im Fokus der ersten Befragungswelle bei PIAAC steht hierbei, wie Personen sich Informationen in einer computergestützten Umgebung erfolgreich beschaffen und wie sie diese verwenden. Diese Domäne beinhaltet Aufgaben wie das Sortieren und Versenden von E-Mails, die Bearbeitung von virtuellen Formularen und die Beurteilung des Informationsgehalts sowie der Vertrauenswürdigkeit von verschiedenen Internetseiten.[6]

Zusätzlich werden in einem umfassenden Hintergrundfragebogen Informationen zu den befragten Personen aus den folgenden Bereichen erfragt:
- soziodemografische Merkmale (z. B. Alter, Geschlecht)
- Aus- und Weiterbildung (z. B. höchster Bildungsabschluss, Fachrichtung und Weiterbildungsbeteiligung)
- Erwerbsstatus, Erwerbsbiografie und Arbeitsplatzmerkmale (z. B. Beruf der derzeitigen oder letzten Erwerbstätigkeit, Erwerbseinkommen)
- Gesellschaftliches Engagement, Einstellungen und Gesundheit (z. B. ehrenamtliche Tätigkeiten, Selbsteinschätzung der eigenen Gesundheit)
- allgemein und beruflich ausgeübte Tätigkeiten (z. B. Häufigkeit von unterschiedlichen Lese- und Schreibaktivitäten)

## Methodik

### Projektstruktur

#### Internationale Projektstruktur
PIAAC wird im Auftrag der OECD durchgeführt, das die internationale Projektdurchführung Anfang 2008 einem Konsortium unter Leitung von Educational Testing Service (ETS) übertragen hat. Zentrales Entscheidungsorgan für PIAAC ist das Board of Participating Countries (BPC), in welchem die Geldgeber der beteiligten Länder vertreten sind.
Teilnehmende Länder waren in Runde I: Australien, Dänemark, Deutschland, England/Nordirland (GB), Estland, Finnland, Flandern (Belgien), Frankreich, Irland, Italien, Japan, Kanada, Niederlande, Norwegen, Österreich, Polen, Russische Föderation, Schweden, Slowakische Republik, Spanien, Südkorea, Tschechische Republik, Vereinigte Staaten, Zypern;
in Runde II: Chile, Griechenland, Indonesien, Israel, Litauen, Neuseeland, Singapur, Slowenien, Türkei
Die internationale Studie wurde von Andreas Schleicher geleitet. Der deutsche Teil der Studie wurde vom sozialwissenschaftlichen Forschungsinstitut Gesis in Mannheim unter Leitung der Psychologin Beatrice Rammstedt durchgeführt. Weltweit wurden 166.000 Menschen repräsentativ getestet, in Deutschland 5.465.

#### Projektstruktur in Deutschland
In Deutschland wurde PIAAC unter der Leitung von Beatrice Rammstedt von GESIS – Leibniz-Institut für Sozialwissenschaften durchgeführt. Finanziert wurde die deutsche Durchführung vom Bundesministerium für Bildung und Forschung unter Beteiligung des Bundesministeriums für Arbeit und Soziales. Von GESIS wurden im Rahmen der nationalen PIAAC-Umsetzung weitere Institutionen mit Aufgaben betraut:
- Leibniz-Institut für Bildungsforschung und Bildungsinformation: nationale IT-Koordination
- TNS Infratest: Datenerhebung
- IEA Data Processingand Research Center (IEA DPC): Auswertung der papierbasierten Aufgabenhefte und Kodierung der offenen Berufsangaben in das internationale Klassifikationsschema für Berufe (International Standard Classification of Occupations, ISCO).

In Deutschland wird PIAAC durch vernetzte Studien ergänzt, die Zusatzstichproben erheben. Zum gegenwärtigen Zeitpunkt gibt es zwei Ergänzungsstudien:
- CiLL – Competencies in Later Life: Durchführung der PIAAC-Studie mit Älteren (66- bis 80-Jährigen)[9]
- PIAAC-Erweiterung zu „gering Qualifizierten“: Studie zum Zusammenhang von Kompetenzen und Arbeitsmarktchancen von gering Qualifizierten in Deutschland[10]

Darüber hinaus wird im Rahmen einer Kooperation zwischen GESIS, dem Sozio-oekonomischen Panel (SOEP) und dem Leibniz-Institut für Bildungsverläufe (LIfBi) die Langzeitstudie PIAAC-L durchgeführt, bei der die PIAAC-Stichprobe weiterbegleitet wird, um die Entwicklung der Kompetenzen von Erwachsenen und deren Bedeutung im Zeitverlauf untersuchen zu können.

### Testzyklus und Stichprobe
PIAAC 2012 stellt den Startpunkt dar, wobei in einem 10-Jahres-Turnus Wiederholungen geplant sind. Die erste Erhebung von PIAAC wurde in fast allen teilnehmenden Ländern zwischen Sommer 2011 und Frühjahr 2012 durchgeführt.
Die Grundgesamtheit in PIAAC besteht aus in Privathaushalten lebenden Personen eines Landes im Alter von 16 bis 65 Jahren, unabhängig von deren Nationalität und Aufenthaltsstatus. In jedem Teilnehmerland beruht die Stichprobe auf einer repräsentativen Zufallsauswahl aus dieser Grundgesamtheit.
Pro Teilnehmerland wurden dafür mindestens 5.000 zufällig ausgewählte Erwachsene im Alter von 16 bis 65 Jahren befragt und getestet.

### Datenauswertung
→ Siehe auch: Methodik der PISA-Studien
Wie bei PISA ist die Datenauswertung rein quantitativ-reduktionistisch: Teilnehmerleistungen werden als richtig oder falsch codiert und in „Kompetenzpunkte“ umgerechnet, wobei Leistungen von Teilnehmern, die unterschiedliche Aufgabensätze zu bearbeiten hatten, mithilfe des Rasch-Modells aufeinander skaliert werden; diese Skalierung sorgt zugleich dafür, dass die Kompetenzpunkte für die OECD-Gesamtheit annähernd nach Gauß verteilt sind. Aus der so ermittelten Punktwertung werden dann Ländermittelwerte gebildet und als Ranglisten veröffentlicht.
Zur Interpretation der Punktwerte wird die kontinuierliche Gauß-Verteilung willkürlich in Kompetenzklassen unterteilt. Anhand von Aufgaben, die typischerweise ab einem bestimmten Punktergebnis bewältigt werden, wird dann eine qualitative Beschreibung der Anforderungen erarbeitet. Besonders herausgestellt und von den Medien besonders beachtet wird der Bevölkerungsanteil auf der niedrigsten Kompetenzstufe („kann lesen wie ein Zehnjähriger“).

### Sprach- und kulturblinder Test
→ Siehe auch: Kritik an den PISA-Studien
Eine zentrale Annahme bei PIAAC ist, dass es möglich und gelungen ist, einen Test zu konstruieren, der unabhängig von Sprache und Kultur in verschiedenen Staaten dasselbe Konstrukt, z. B. Lesekompetenz, misst. Dieser Ansatz lag schon den PISA-Studien zugrunde und ist dort heftig kritisiert worden: Unter anderem wurde herausgearbeitet, dass es zu Übersetzungsfehlern gekommen ist, dass Texte beim Übersetzen tendenziell länger werden und dass deutsche Texte ohnehin schon länger sind als englische, und dass die überwiegende Herkunft der Testaufgaben aus dem angelsächsischen Kulturkreis eine erhebliche Verzerrung verursachen könnte. Für all diese Faktoren gibt es im Auswerteverfahren von PIAAC jedenfalls keinen Ausgleichsmechanismus. Neben der Fähigkeit zu sinnerschließendem Lesen dürfte PIAAC auch eine durch das Schulsystem geprägte Testfähigkeit messen.

## Ergebnisse
Erste Ergebnisse wurden am 8. Oktober 2013 veröffentlicht. Die Presse berichtete, wie schon bei PISA, vor allem über das Länderranking (Finnland und Japan vorne, Deutschland im Mittelfeld) und griff ansonsten auf, was in den nationalen Ergebnispräsentationen herausgestellt wurde (in Deutschland: starke Abhängigkeit der Kompetenzen vom Elternhaus). Die Ergebnisse zeigen, dass die Grundkompetenzen der in Deutschland lebenden Erwachsenen in allen drei Domänen im Mittel relativ durchschnittlich sind. So weist Deutschland eine leicht unterdurchschnittliche Lesekompetenz, eine leicht überdurchschnittliche alltagsmathematische Kompetenz und eine durchschnittliche technologiebasierte Problemlösekompetenz auf.

### Ergebnisse Lesekompetenz
| Land                   | Mittelwert | Standardfehler |
| ---------------------- | ---------- | -------------- |
| Japan                  | 296        | (0.7)          |
| Finnland               | 288        | (0.7)          |
| Niederlande            | 284        | (0.7)          |
| Australien             | 280        | (0.9)          |
| Schweden               | 279        | (0.7)          |
| Norwegen               | 278        | (0.6)          |
| Estland                | 276        | (0.7)          |
| Flandern               | 275        | (0.8)          |
| Tschechien             | 274        | (1.0)          |
| Slowakei               | 274        | (0.6)          |
| Kanada                 | 273        | (0.6)          |
| OECD-Durchschnitt      | 273        | (0.2)          |
| Südkorea               | 273        | (0.6)          |
| Vereinigtes Königreich | 272        | (1.0)          |
| Dänemark               | 271        | (0.6)          |
| Deutschland            | 270        | (0.9)          |
| Vereinigte Staaten     | 270        | (1.0)          |
| Österreich             | 269        | (0.7)          |
| Zypern                 | 269        | (0.8)          |
| Polen                  | 267        | (0.6)          |
| Irland                 | 267        | (0.9)          |
| Frankreich             | 262        | (0.6)          |
| Spanien                | 252        | (0.7)          |
| Italien                | 250        | (1.1)          |

| Statistisch signifikant über dem OECD-Durchschnitt | Statistisch nicht signifikant verschieden vom OECD-Durchschnitt | Statistisch signifikant unter dem OECD-Durchschnitt |

Anmerkungen. Länder sind absteigend sortiert nach ihrer mittleren Lesekompetenz. Der OECD-Durchschnitt beinhaltet alle an PIAAC beteiligten Länder außer Zypern. Statistische Signifikanz (p < 0,05) bezieht sich auf Mittelwertunterschiede zwischen Land und OECD-Durchschnitt.

### Alltagsmathematische Kompetenz
| Land                   | Mittelwert | Standardfehler |
| ---------------------- | ---------- | -------------- |
| Japan                  | 288        | (0.7)          |
| Finnland               | 282        | (0.7)          |
| Flandern               | 280        | (0.8)          |
| Niederlande            | 280        | (0.7)          |
| Schweden               | 279        | (0.8)          |
| Norwegen               | 278        | (0.8)          |
| Dänemark               | 278        | (0.7)          |
| Slowakei               | 276        | (0.8)          |
| Tschechien             | 276        | (0.9)          |
| Österreich             | 275        | (0.9)          |
| Estland                | 273        | (0.5)          |
| Deutschland            | 272        | (1.0)          |
| OECD-Durchschnitt      | 269        | (0.2)          |
| Australien             | 268        | (0.9)          |
| Kanada                 | 265        | (0.7)          |
| Zypern                 | 265        | (0.8)          |
| Südkorea               | 263        | (0.7)          |
| Vereinigtes Königreich | 262        | (1.1)          |
| Polen                  | 260        | (0.8)          |
| Irland                 | 256        | (1.0)          |
| Frankreich             | 254        | (0.6)          |
| Vereinigte Staaten     | 253        | (1.2)          |
| Italien                | 247        | (1.1)          |
| Spanien                | 246        | (0.6)          |

| Statistisch signifikant über dem OECD-Durchschnitt | Statistisch nicht signifikant verschieden vom OECD-Durchschnitt | Statistisch signifikant unter dem OECD-Durchschnitt |

Anmerkungen. Länder sind absteigend sortiert nach ihrer mittleren alltagsmathematischen Kompetenz. Der OECD-Durchschnitt beinhaltet alle an PIAAC beteiligten Länder außer Zypern. Statistische Signifikanz (p < 0,05) bezieht sich auf Mittelwertunterschiede zwischen Land und OECD-Durchschnitt.

### Technologiebasiertes Problemlösen
Da diese Kompetenzdomäne definitionsbedingt ausschließlich computerbasiert erhoben wurde, konnten für Personen, die keine hinreichenden Computerkenntnisse hatten oder die Befragung am Computer aus anderen Gründen verweigerten, keine Werte für diese Kompetenz bestimmt werden. Daher können auch keine Mittelwerte für die Gesamtbevölkerung geschätzt werden. Stattdessen werden die Resultate lediglich in Form von Bevölkerungsanteilen in den drei Kompetenzstufen des technologiebasierten Problemlösens berichtet.
| Länder                 | Personen mit Kompetenzwerten in Technologiebasiertem Problemlösen nach Kompetenzstufen | Personen mit Kompetenzwerten in Technologiebasiertem Problemlösen nach Kompetenzstufen | Personen mit Kompetenzwerten in Technologiebasiertem Problemlösen nach Kompetenzstufen | Personen mit Kompetenzwerten in Technologiebasiertem Problemlösen nach Kompetenzstufen | Personen mit Kompetenzwerten in Technologiebasiertem Problemlösen nach Kompetenzstufen | Personen mit Kompetenzwerten in Technologiebasiertem Problemlösen nach Kompetenzstufen | Personen mit Kompetenzwerten in Technologiebasiertem Problemlösen nach Kompetenzstufen | Personen mit Kompetenzwerten in Technologiebasiertem Problemlösen nach Kompetenzstufen |
| Länder                 | Unter Stufe I                                                                          | Unter Stufe I                                                                          | Stufe I                                                                                | Stufe I                                                                                | Stufe II                                                                               | Stufe II                                                                               | Stufe III                                                                              | Stufe III                                                                              |
| Länder                 | %                                                                                      | Standardfehler                                                                         | %                                                                                      | Standardfehler                                                                         | %                                                                                      | Standardfehler                                                                         | %                                                                                      | Standardfehler                                                                         |
| ---------------------- | -------------------------------------------------------------------------------------- | -------------------------------------------------------------------------------------- | -------------------------------------------------------------------------------------- | -------------------------------------------------------------------------------------- | -------------------------------------------------------------------------------------- | -------------------------------------------------------------------------------------- | -------------------------------------------------------------------------------------- | -------------------------------------------------------------------------------------- |
| Schweden               | 13.1                                                                                   | (0.5)                                                                                  | 30.8                                                                                   | (0.8)                                                                                  | 35.2                                                                                   | (0.9)                                                                                  | 8.8                                                                                    | (0.6)                                                                                  |
| Finnland               | 11.0                                                                                   | (0.5)                                                                                  | 28.9                                                                                   | (0.8)                                                                                  | 33.2                                                                                   | (0.7)                                                                                  | 8.4                                                                                    | (0.6)                                                                                  |
| Niederlande            | 12.5                                                                                   | (0.6)                                                                                  | 32.6                                                                                   | (0.7)                                                                                  | 34.3                                                                                   | (0.8)                                                                                  | 7.3                                                                                    | (0.4)                                                                                  |
| Norwegen               | 11.4                                                                                   | (0.6)                                                                                  | 31.8                                                                                   | (0.8)                                                                                  | 34.9                                                                                   | (0.9)                                                                                  | 6.1                                                                                    | (0.4)                                                                                  |
| Dänemark               | 13.9                                                                                   | (0.6)                                                                                  | 32.9                                                                                   | (0.8)                                                                                  | 32.3                                                                                   | (0.7)                                                                                  | 6.3                                                                                    | (0.4)                                                                                  |
| Australien             | 9.2                                                                                    | (0.6)                                                                                  | 28.9                                                                                   | (0.8)                                                                                  | 31.8                                                                                   | (1.0)                                                                                  | 6.2                                                                                    | (0.5)                                                                                  |
| Kanada                 | 14.8                                                                                   | (0.4)                                                                                  | 30.0                                                                                   | (0.7)                                                                                  | 29.4                                                                                   | (0.5)                                                                                  | 7.1                                                                                    | (0.4)                                                                                  |
| Deutschland            | 14.4                                                                                   | (0.8)                                                                                  | 30.5                                                                                   | (0.8)                                                                                  | 29.2                                                                                   | (0.8)                                                                                  | 6.8                                                                                    | (0.6)                                                                                  |
| Vereinigtes Königreich | 15.1                                                                                   | (0.8)                                                                                  | 33.9                                                                                   | (1.0)                                                                                  | 29.1                                                                                   | (0.9)                                                                                  | 5.6                                                                                    | (0.5)                                                                                  |
| Japan                  | 7.6                                                                                    | (0.6)                                                                                  | 19.7                                                                                   | (0.8)                                                                                  | 26.3                                                                                   | (0.8)                                                                                  | 8.3                                                                                    | (0.5)                                                                                  |
| Flandern               | 14.8                                                                                   | (0.6)                                                                                  | 29.8                                                                                   | (0.8)                                                                                  | 28.7                                                                                   | (0.8)                                                                                  | 5.8                                                                                    | (0.4)                                                                                  |
| OECD-Durchschnitt      | 12.3                                                                                   | (0.1)                                                                                  | 29.4                                                                                   | (0.2)                                                                                  | 28.2                                                                                   | (0.2)                                                                                  | 5.8                                                                                    | (0.1)                                                                                  |
| Tschechien             | 12.9                                                                                   | (0.9)                                                                                  | 28.8                                                                                   | (1.3)                                                                                  | 26.5                                                                                   | (1.1)                                                                                  | 6.6                                                                                    | (0.6)                                                                                  |
| Österreich             | 9.9                                                                                    | (0.5)                                                                                  | 30.6                                                                                   | (0.9)                                                                                  | 28.1                                                                                   | (0.8)                                                                                  | 4.3                                                                                    | (0.4)                                                                                  |
| Vereinigte Staaten     | 15.8                                                                                   | (0.9)                                                                                  | 33.1                                                                                   | (0.9)                                                                                  | 26.0                                                                                   | (0.9)                                                                                  | 5.1                                                                                    | (0.4)                                                                                  |
| Südkorea               | 9.8                                                                                    | (0.5)                                                                                  | 29.6                                                                                   | (0.9)                                                                                  | 26.8                                                                                   | (0.8)                                                                                  | 3.6                                                                                    | (0.3)                                                                                  |
| Estland                | 13.8                                                                                   | (0.5)                                                                                  | 29.0                                                                                   | (0.7)                                                                                  | 23.2                                                                                   | (0.6)                                                                                  | 4.3                                                                                    | (0.4)                                                                                  |
| Slowakei               | 8.9                                                                                    | (0.5)                                                                                  | 28.8                                                                                   | (0.9)                                                                                  | 22.8                                                                                   | (0.7)                                                                                  | 2.9                                                                                    | (0.3)                                                                                  |
| Irland                 | 12.6                                                                                   | (0.7)                                                                                  | 29.5                                                                                   | (0.9)                                                                                  | 22.1                                                                                   | (0.8)                                                                                  | 3.1                                                                                    | (0.3)                                                                                  |
| Polen                  | 12.0                                                                                   | (0.6)                                                                                  | 19.0                                                                                   | (0.7)                                                                                  | 15.4                                                                                   | (0.7)                                                                                  | 3.8                                                                                    | (0.3)                                                                                  |

Anmerkungen: Länder sind absteigend sortiert nach Anteilen Erwachsener auf Stufe II und III der technologiebasierten Problemlösekompetenz. Der OECD-Durchschnitt beinhaltet alle an PIAAC beteiligten Länder außer Frankreich, Italien, Spanien und Zypern. Statistische Signifikanz (nach OECD Skills Outlook, 2013) bezieht sich auf Unterschiede der summarischen Anteile auf Stufe II und III zwischen Land und OECD-Durchschnitt.
17,5 Prozent der getesteten Menschen in Deutschland verfügen nicht über Basiskenntnisse in Lesen und in Mathematik.
Die Studie stellte für Deutschland einen starken Zusammenhang zwischen sozialer Herkunft und Leseleistung fest; nur in den Vereinigten Staaten ist dieser Zusammenhang stärker ausgeprägt.